# Comuna Rusîvel, Hoșcea
Rusîvel (în ucraineană Русивель) este o comună în raionul Hoșcea, regiunea Rivne, Ucraina, formată din satele Pașukî și Rusîvel (reședința).

## Demografie
Componența lingvistică a comunei Rusîvel
     Ucraineană (98,99%)
     Rusă (1,01%)
Conform recensământului din 2001, majoritatea populației comunei Rusîvel era vorbitoare de ucraineană (98,99%), existând în minoritate și vorbitori de rusă (1,01%).